# Maksymilian Hertel
Maksymilian Hertel (ur. 3 grudnia 1844 w Kraśnicy, zm. w styczniu 1921 w Nanterre) – poeta i inżynier, uczestnik powstania styczniowego i działacz emigracji we Francji.

## Życie
Maksymilian Hertel urodził się 3 grudnia 1844 r. w Kraśnicy, koło Opoczna. Ukończył szkołę w Rawie Mazowieckej i gimnazjum w Piotrkowie. Wziął czynny udział w powstaniu styczniowym. Walczył jako oficer pod dowództwem płka Józefa Grekowicza, a następnie płka Edmunda Szlaskiego i gen. Aleksandra Waligórskiego. Brał udział w ataku na Radomsko oraz w bitwach pod Szklarami i Krzykawką. Po przegranej pod Krzykawką przeszedł granicę galicyjską i był więziony przez Austriaków, najpierw w Ołomuńcu a potem w Igławie. Po udanej ucieczce, przeszedł z oddziałem płka Edmunda Szlaskiego w Lubelskie. Po bitwie koło Dęblina, niedaleko Huty Ireny, uciekł do Galicji i został osadzony w więzieniu na Wawelu. Po kilku miesiącach wydalony z monarchii habsburskiej i odstawiony pod eskortą do Salzburga
Po krótkim pobycie w Dreźnie w 1864 studiował w Gandawie a w 1865 w Zurychu, potem uczył się w Szkole Polskiej na Montparnasse, gdzie w 1866 uzyskał francuski odpowiednik świadectwa ukończenia szkoły średniej (Bachelier ès lettres). Następnie studiował prawo w paryskiej École de Droit (1866-1867) i matematykę na Sorbonie (1868-1869). Podczas wojny francusko-pruskiej 1870–1871 służył jako ochotnik w armii francuskiej. W latach 1871–1872 należał do komisji pośredniczącej między krajem a emigracją, oraz do zespołu rozdzielającego fundusze zbierane w Galicji i Wielkopolsce na rzecz emigracji. W latach 1872–1873 kontynuował rozpoczęte w 1869 studia w Szkole Budowy Dróg i Mostów (École nationale des ponts et chaussées) w Paryżu uzyskując dyplom inżyniera konstrukcji cywilnych.
Po ukończeniu studiów wyjechał do Stanów Zjednoczonych, gdzie pracował jako technik w Kompanii Kolejowej Mancato w Little Rock (Arkansas), a w 1874 redagował „Gazetę Polską” w Nowym Jorku. Po powrocie do Francji pracował w Kompanii Kolei Żelaznych Bassins Houillers du Hainaut (1875–1877), następnie był zatrudniony w Kompanii Kolejowej Bourges i Gièn (1877–1878). W klatach 1878–1916 był urzędnikiem Dyrekcji Kolei Żelaznych (Direction des Chemins de Fer) w Ministerstwie Robót Publicznych w Paryżu.
Jednocześnie czynnie uczestniczył w życiu polskiej emigracji. Pozostając pod wpływem Seweryna Gałęzowskiego, należał do jej części liberalnej i demokratycznej. W sierpniu 1887 r. uczestniczył w zebraniu organizującym Ligę Polską u Ludwika Michalskiego w Hilfikonie w Szwajcarii. Został wówczas wybrany członkiem Centralizacji Ligi Polskiej razem z Zygmuntem Miłkowskim, Aleksandrem Hirschbergiem i Ludwikiem Michalskim. W Centralizacji przypadły mu prace nad organizowaniem Związku Wychodźstwa Polskiego, nad układami Ligi z gminą socjalistów w Paryżu i prowadzenie rachunków Skarbu Narodowego. Po przemianie Ligi Polskiej na Ligę Narodową w r. 1893 jego udział w jej pracach się zmniejszył. Podczas I wojny światowej wziął udział w organizowaniu Armii Polskiej we Francji. Był członkiem Komitetu Weteranów 1863 i 1871 r., działającego przy Misji Wojskowej Francusko-Polskiej, i wkrótce został wybrany na jego wiceprezesa. Ostatnie lata życia spędził w Paryżu, marząc, na próżno, o wydaniu swych wierszy patriotycznych i okolicznościowych. Zmarł w styczniu 1921 w Nanterre. Pochowany na cmentarzu Montmorency, pod Paryżem.